# Бурі (родовище)
Бурі — офшорне нафтове родовище в Лівії. Відкрито в 1977 році.
Початкові запаси нафти складають 90 млн тонн. Поклади на глибині 2700-2800 м. Нафтоносність пов'язана з відкладами еоценового віку.
Нафта Бурі входить до складу лівійської експортної марки Es Sider.
Оператор родовища — компанія Eni.
В другій половині 2020-х запланований запуск газопроводу Бурі – Бахр-Ессалам, який дозволить монетизувати ресурс супутнього газу.